# Остоич, Стеван
Стеван Осто́ич (серб. Стеван Остојић; 20 августа 1941, Остоичево, Чока — 15 мая 2022, Белград) — югославский футболист и футбольный тренер, играл на позиции нападающего.

## Биография

### Игровая карьера
Остоич в течение трёх сезонов играл за «Раднички» из Ниша. В 1964 году перешёл в белградскую «Црвену звезду», в которой суммарно отыграл шесть сезонов, став одним из ключевых игроков команды. С «красно-белыми» Остоич выиграл два чемпионских титула и два Кубка Югославии. 14 апреля 1971 года в первом полуфинальном матче Кубка европейских чемпионов с греческим «Панатинаикосом» оформил хет-трик — югославский клуб выиграл матч со счётом 4:1. Всего за «Црвену звезду» во всех турнирах сыграл 277 матчей и забил 156 голов.
С 1971 по 1973 год играл в Турции за «Фенербахче».
Закончил карьеру в США, где играл за «Сан-Хосе Эртквейкс».

### Тренерская карьера
С 1982 по 1983 год работал главным тренером «Црвены звезды», до этого будучи помощником Бранко Станковича. В период президентства Владана Лукича входил в совет директоров клуба.

### Смерть
Скончался 15 мая 2022 года в возрасте 80 лет.

## Достижения
«Црвена звезда»
- Чемпион Югославии (2) : 1967/68, 1968/69
- Обладатель Кубка Югославии (2) : 1967/1968, 1970/1971
- Обладатель Суперкубка Югославии (1) : 1969
- Обладатель Кубка Митропы (1) : 1968